# Plamen Konstantinov
Pour les articles homonymes, voir Konstantinov.
Plamen Konstantinov (en bulgare : Пламен Константинов) est un joueur de volley-ball bulgare né le 16 juin 1973 à Sofia. Il mesure 2,02 m et joue réceptionneur-attaquant. Il totalise 281 sélections en équipe de Bulgarie.

## Clubs
| Club                    | Pays     | De        | À         |
| ----------------------- | -------- | --------- | --------- |
| Levski Sofia            | Bulgarie | 1986-1987 | 1994-1995 |
| Slavia Sofia            | Bulgarie | 1995-1996 | 1995-1996 |
| Gioia del Colle (joker) | Italie   | 1995-1996 | 1995-1996 |
| Aris Salonique          | Grèce    | 1996-1997 | 1996-1997 |
| Halkbank Ankara         | Turquie  | 1997-1998 | 1998-1999 |
| Orestiada               | Grèce    | 1999-2000 | 1999-2000 |
| PAOK Salonique          | Grèce    | 2000-2001 | 2000-2001 |
| Iraklis Salonique       | Grèce    | 2001-2002 | 2001-2002 |
| Olympiakos              | Grèce    | 2002-2003 | 2002-2003 |
| Panathinaikos Athènes   | Grèce    | 2003-2004 | 2003-2004 |
| Tours Volley-Ball joker | France   | 2003-2004 | 2003-2004 |
| Montichiari             | Italie   | 2004-2005 | 2004-2005 |
| Jastrzebski Wegiel      | Pologne  | 2005-2006 | 2005-2006 |
| ZSK-Gazprom Sourgout    | Russie   | 2006-2007 | 2006-2007 |
| Iraklis Salonique       | Grèce    | 2007-2008 | 2008-2009 |

## Palmarès
- Championnat de Grèce (5)
  - Vainqueur : 1997, 2002, 2003, 2004, 2008
- Championnat de France (1)
  - Vainqueur : 2004
- Championnat de Bulgarie (3)
  - Vainqueur : 1990, 1991, 1995
- Championnat de Pologne (1)
  - Finaliste : 2006